# Mark Neil Brown
Mark Neil Brown (Valparaiso, Indiana, 1951. november 18. –) amerikai űrhajós, ezredes.

## Életpálya
1973-ban a Purdue University keretében repüléstechnikai és űrhajózási mérnöki oklevelet szerzett. 1974-ben kapott repülőgép vezetői jogosítványt. Szolgálati repülőgépe az F–106 volt. 1980-ban az Institute of Technology keretében űrhajózási mérnök diplomát kapott. 1980-óta a Lyndon B. Johnson Space Center mérnökeként segítette az űrrepülőgép-program fejlesztését.
1984. május 23-tól a Lyndon B. Johnson Űrközpontban részesült űrhajóskiképzésben. Kiképzett űrhajósként tagja volt az STS–2, STS–3, STS–4, STS–6, STS–8 és az  STS–41–C támogató (tanácsadó, problémamegoldó) csapatának. 1986-1987 között a szilárd rakéta újratervezési csapat űrhajós tagja.
Két űrszolgálata alatt összesen 10 napot, 9 órát és 27 percet (249 óra) töltött a világűrben. Űrhajós pályafutását 1993 júliusában fejezte be. A Division Office of General Research Corporation (Dayton/Ohio) munkatársa lett.

## Űrrepülések
- STS–61–N űrrepülőgép legénységének kijelölt tagja. Az Amerikai Védelmi Minisztérium (DoD) kijelölt feladatát kellett volna végrehajtani. A Challenger-katasztrófa miatt törölték a járatot.
- STS–28, a Columbia űrrepülőgép 8. repülésének küldetés specialistája. Az Amerikai Védelmi Minisztérium megbízásából indított negyedik Space Shuttle repülés. Egyéb, meghatározott kutatási, kísérleti programot hajtottak végre. Egy űrszolgálata alatt összesen 5 napot, 1 órát, 00 percet és 8 másodpercet töltött a világűrben. 3 400 000 kilométert (2 100 000 mérföldet) repült, 81 alkalommal kerülte meg a Földet.
- STS–48, a Discovery űrrepülőgép 13. repülésének küldetés specialistája. A legénység sikeresen útnak indította az Upper Atmosphere Research Satellite (UARS) légkörkutató műholdat.Egy űrszolgálata alatt összesen 5 napot, 8 órát és 27 percet (128 óra) töltött a világűrben. 3 530 369 kilométert (2 193 670 mérföldet) repült, 81 kerülte meg a Földet.